# Chris Bergeron
Chris Bergeron, née le 19 juin 1975 à Montréal, est une publicitaire et romancière québécoise. 
Après avoir travaillé une douzaine d'années en tant que journaliste, elle se réoriente vers le métier de publicitaire à la même période où elle entame sa transition de genre. Engagée en faveur de la diversité, elle publie son premier roman, Valide, en 2021, après avoir été remarquée lors d'une de ses conférences par une éditrice. Il s'agit du premier tome d'une trilogie de science-fiction.

## Biographie
Chris Bergeron naît le 19 juin 1975 à Montréal, au Canada.
Elle exerce le métier de journaliste de 1997 à 2010. Collaboratrice pour de grands médias, elle dirige ensuite le magazine culturel Voir,. 
Lorsqu'elle commence sa transition de genre, vers l'âge de 40 ans, elle quitte ce milieu dans lequel elle se sent de plus en plus à l'étroit pour se diriger vers la publicité. Depuis vice-présidente à la créativité inclusive de l'agence Cossette, Chris Bergeron agit dans ce cadre en faveur de la diversité, notamment au sein du milieu littéraire. C'est à l'occasion d'une conférence qu'elle donne à ce sujet qu'une éditrice la contacte pour lui « commander » un premier roman.

### Carrière littéraire
En 2021, Chris Bergeron publie Valide, tenu pour être « la première autofiction de science-fiction ». Elle poursuit ensuite sa « saga dystopique » avec Vaillante en 2022 et Vandales en 2023. Une adaptation cinématographique de Valide est en cours.
En 2022, Chris Bergeron est membre du jury du Prix de la nouvelle, aux côtés d'Emmanuel Kattan et Pascale Montpetit.

### Engagements politiques et militants
Chris Bergeron assume le côté « très politique » de ses romans. Dans Vandales, elle décrit ainsi « ce qui pourrait mal se passer » dans le futur, interrogeant par là « la place de la technologie dans nos vies » ainsi que « le prix de l'ordre ».
En interview comme dans le paratexte de ses romans, elle n'hésite par ailleurs pas à réagir à l'actualité, déplorant « le climat de transphobie qui règne dans de nombreux milieux politiques sur le continent [l'Amérique du Nord], y compris au Québec » et exhortant les politiques québécois à lire ses livres afin de mieux comprendre les personnes trans. En 2024, Marie-Claude Lortie, rédactrice en chef du Droit, l'inclut dans son palmarès des gens influents. Elle considère en effet que Chris Bergeron fait partie, aux côtés notamment de Rita Baga, de ceux qui « portent le message de conscientisation » sur les « questions touchant la fluidité des genres ».
En 2022, Chris Bergeron apparait aux côtés de nombreuses autres personnalités dans le documentaire de Léa Clermont-Dion Janette et filles, consacré à Janette Bertrand, journaliste considérée comme l'une des pionnières du féminisme québécois.
L'année suivante, la publicitaire et romancière cosigne deux lettres ouvertes : la première appelant à « propulser le leadership féminin dans les affaires » et la seconde à être « vigilan[t] face à la haine et à la violence, dans les médias et en ligne ».

## Œuvre
- Valide, XYZ, 2021
- Vaillante, XYZ, 2022
- Vandales, XYZ, 2023